# Unser Song für Dänemark
"Unser song für Dänemark" (en español, "Nuestra canción para Dinamarca") es el proceso de preselección para la elección del representante alemán en el Festival de la Canción de Eurovisión 2014. Es organizado por la cadena de televisión NDR y se celebrará el 13 de marzo de 2014 en el Lanxess Arena en la ciudad de Colonia, cuya presentación estará a cargo de la conductora, actriz y cantante Barbara Schöneberger.

## Formato de selección
Al igual que los cuatro años anteriores, la final nacional será coproducida por la productora Brainpool, que también estuvo a cargo del Festival de la Canción de Eurovisión 2011 celebrada en Düsseldorf-Alemania y el Festival de la Canción de Eurovisión 2012 en Bakú-Azerbaiyán. Ocho artistas participarán en la competición con dos canciones cada uno, siete de los participantes son cantantes consagrados e invitados de las diferentes casas musicales como Universal Music, Sony Music y Warner Music, mientras que el octavo participante será elegido de una proceso de selección denominado "WildCard" para jóvenes talentos.

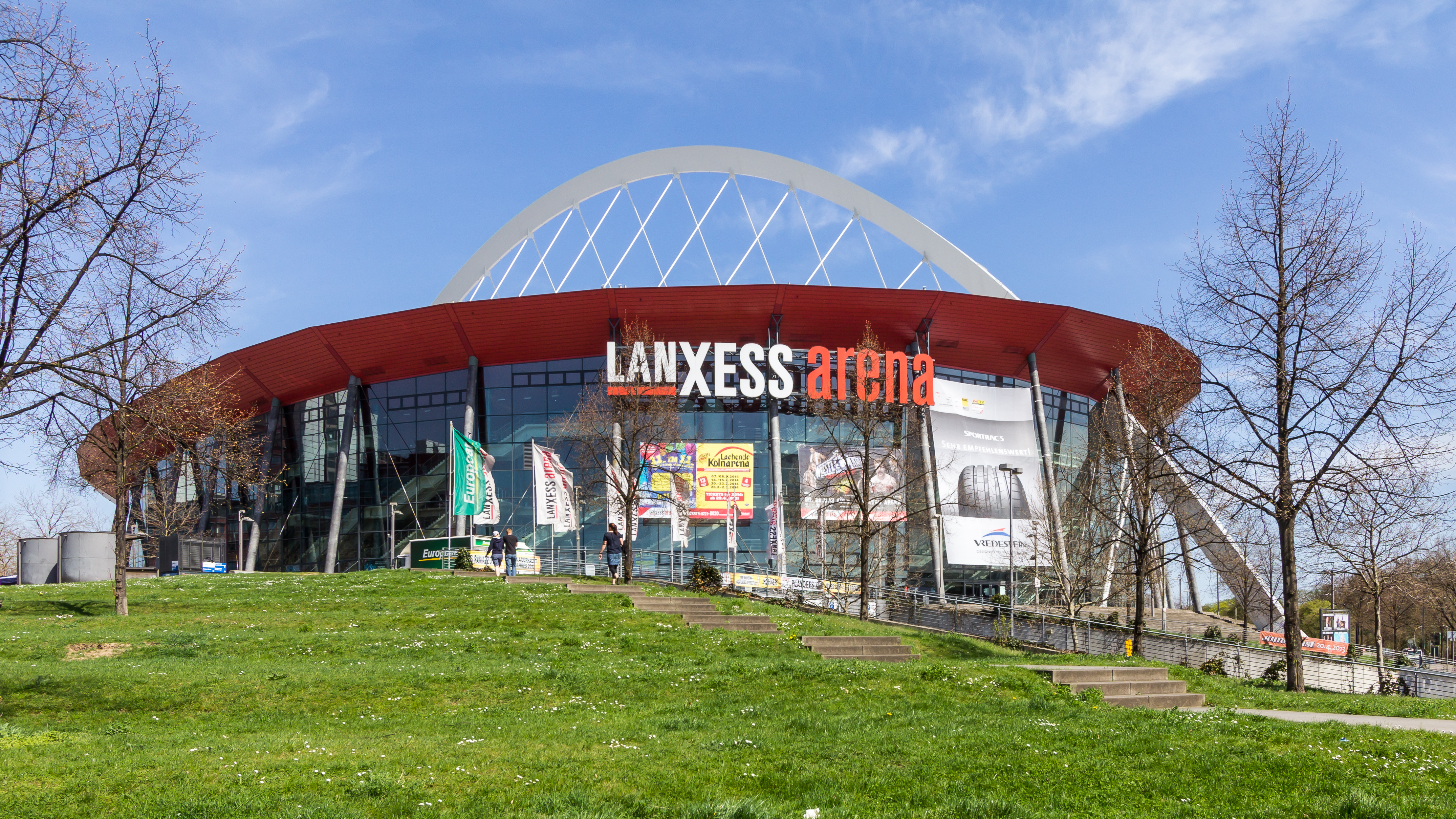
Lanxess Arena en Colonia, sede de la Final Nacional

### "WildCard": Jóvenes talentos
El cantante alemán Adel Tawil encabezó la campaña para encontrar jóvenes talentos que estuvieran interesados en la representación de Alemania en el Festival de Eurovisión de 2014. Aquellos artistas nóveles que estuvieran interesados tuvieron la posibilidad de presentar sus propuestas desde el 25 de noviembre de 2013 hasta el 22 de enero de 2014, requiriéndose para ello enviar un vídeo de su canción y subirla al portal You Tube. Fueron 2240 artistas quienes presentaron sus propuestas, siendo solo 10 los elegidos por un jurado especial. El 27 de febrero de 2014 los seleccionados tuvieron que cantar en vivo sus propuestas durante un concierto transmitido en directo desde la ciudad de Hamburgo, evento que fue transmitido a nivel nacional por la cadena de televisión NDR. 

Finalmente el televoto fue el encargado de decidir que el grupo Elaiza fuera el elegido y se sumara a los siete artistas profesionales invitados para la final nacional del 13 de marzo de 2014.
| N.º | Intérprete       | Canción                  | Resultado | Lugar |
| --- | ---------------- | ------------------------ | --------- | ----- |
| 01  | Elaiza           | "Is It Right"            | 23.6%     | 1     |
| 02  | Nicole Milik     | I See Fire               | 8.2%      | 5     |
| 03  | Simon Glöde      | "Blame it on the Boogie" | 7.5%      | 6     |
| 04  | Melanie Schlüter | "Run"                    | 4.9%      | 10    |
| 05  | Cassie Greene    | "Not This Time"          | 6.6%      | 8     |
| 06  | Valentina        | "Love is Gone"           | 7.3%      | 7     |
| 07  | Caroline Rose    | "Amber Sky"              | 17.2%     | 2     |
| 08  | Max Krumm        | "Home"                   | 8.6%      | 4     |
| 09  | mbre Vallet      | "Siehst du mich?"        | 6.3%      | 9     |
| 10  | Bartosz          | "Walk Away"              | 9.8%      | 3     |

### Final Nacional
La selección del representante alemán para Eurovisión se llevará a cabo el 13 de marzo de 2014 y estará compuesta por ocho artistas.
En la primera ronda, estos interpretarán una de sus dos canciones candidatas, con la que intentarán ser uno de los cuatro artistas que pase a la segunda ronda. La decisión estará en manos del público. Durante esta siguiente ronda los cuatro elegidos interpretarán la segunda canción. El público podrá votar entonces a las dos canciones presentadas por los cuatro artistas finalistas, teniendo en la mesa ocho opciones. Las dos canciones más votadas, siempre de diferentes artistas, se medirán en la súperfinal, donde la audiencia alemana y un panel de expertos escogerá la vencedora y representante del país en Copenhague 2014. Los artistas candidatos y sus canciones son las siguientes:
| Artista             | Canción                                                  | Compositor (es)                                                                                     | Foto |
| ------------------- | -------------------------------------------------------- | --------------------------------------------------------------------------------------------------- | ---- |
| Das Gezeichnete Ich | "Weil du da bist" (Porque tú estás allí)                 | Das Gezeichnete Ich, Sebastian Budde                                                                |      |
| Das Gezeichnete Ich | "Echo"                                                   | Das Gezeichnete Ich, Sebastian Budde                                                                |      |
| Madeline Juno       | "Like Lovers Do"                                         | Madeline Juno, Dave Roth                                                                            |      |
| Madeline Juno       | "Error"                                                  | David Jost, Dave Roth, Madeline Juno                                                                |      |
| MarieMarie          | "Cotton Candy Hurricane"                                 | Thies Mynther, MarieMarie, Juri Kannheiser, Thomas Rainer Berthold                                  |      |
| MarieMarie          | "Candy Jar"                                              | MarieMarie, Anya Weihe, Johannes Vogt, Maximilian Spindler, Alexander Rapp                          |      |
| Oceana              | "Thank You"                                              | Oceana Mahlmann, Sir Darryl Farris, Andre Harris, Joseph ("joblaq") Macklin                         |      |
| Oceana              | "All Night"                                              | Oceana Mahlmann, Sir Darryl Farris, Andre Harris, Joseph ("joblaq") Macklin                         |      |
| Santiano            | "Wir werden niemals untergehen" (Nunca nos rendiremos)   | Frank Ramond, Mark Nissen, Hartmut Krech, Lukas Hainer                                              |      |
| Santiano            | "The Fiddler On The Deck"                                | Frank Ramond, Mark Nissen, Hartmut Krech, Lukas Hainer                                              |      |
| The Baseballs       | "Mo Hotta Mo Betta"                                      | Beatzarre, Gareth Owen, Konstantin "Djorkaeff" Scherer, Rüdiger Brans, Sebastian Rätzel, Sven Budja |      |
| The Baseballs       | "Goodbye Peggy Sue"                                      | Håkan Glänte                                                                                        |      |
| Unheilig            | "Als wär's das erste Mal" (Como si fuera la primera vez) | Der Graf, Henning Verlage, Markus Tombült                                                           |      |
| Unheilig            | "Wir sind alle wie eins" (Todos somos uno)               | Der Graf, Henning Verlage, Markus Tombült                                                           |      |
| Elaiza              | "Is It Right"                                            | Elżbieta Steinmetz, Frank Kretschmer                                                                |      |
| Elaiza              | "Fight Against Myself"                                   | Elżbieta Steinmetz, Frank Kretschmer                                                                |      |

#### Ronda 1

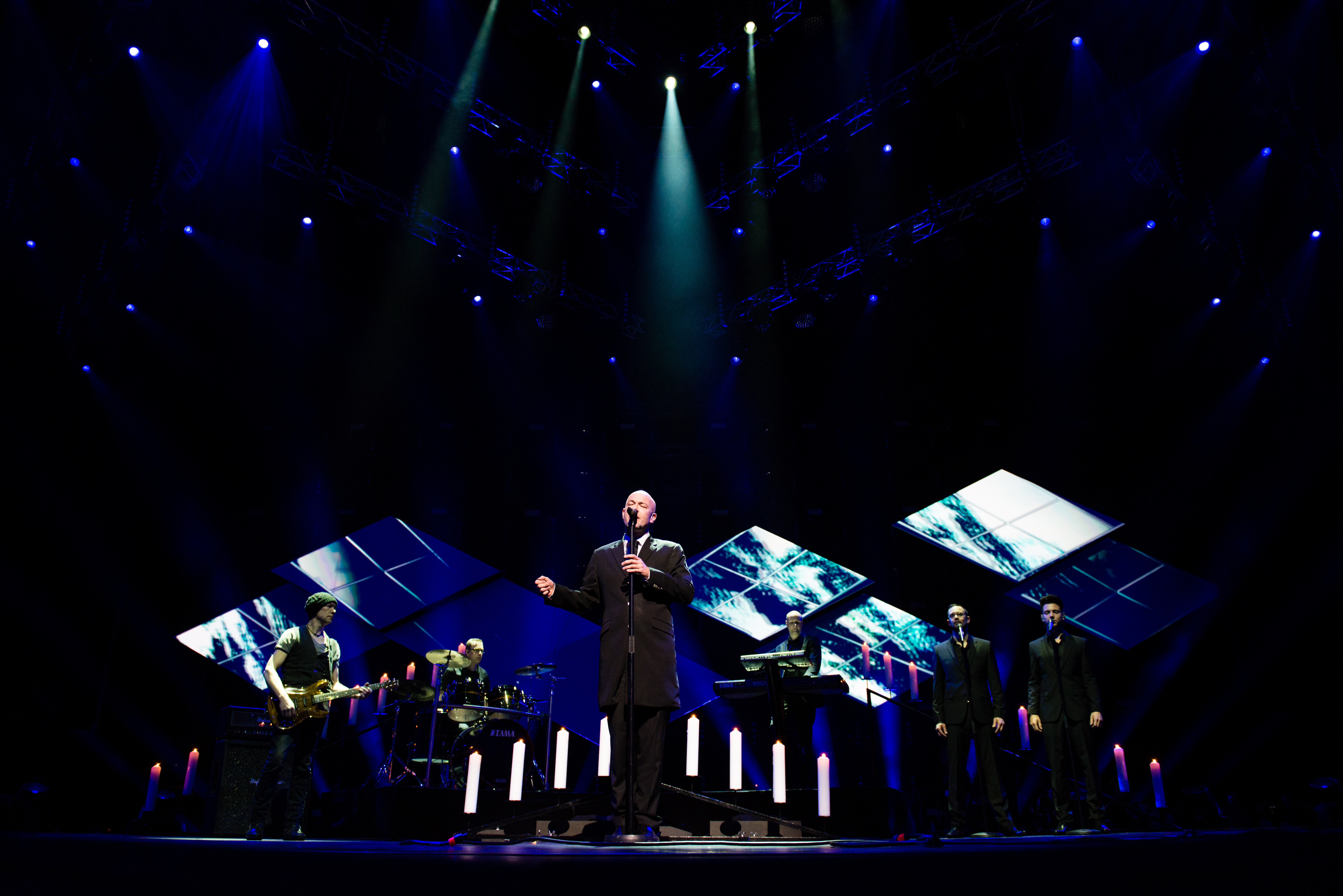
Unheilig durante su actuación en la Ronda 1

| N.º | Artista             | Canción N.º 1             | Resultado   | Posición |
| --- | ------------------- | ------------------------- | ----------- | -------- |
| 01  | Das Gezeichnete Ich | "Weil du da bist"         | Eliminado   | 5-8      |
| 02  | Oceana              | "Thank You"               | Eliminado   | 5-8      |
| 03  | Santiano            | "The Fiddler On The Deck" | Clasificado | 1-4      |
| 04  | MarieMarie          | "Cotton Candy Hurricane"  | Clasificado | 1-4      |
| 05  | The Baseballs       | "Mo Hotta Mo Betta"       | Eliminado   | 5-8      |
| 06  | Elaiza              | "Is It Right"             | Clasificado | 1-4      |
| 07  | Unheilig            | "Als wär's das erste Mal" | Clasificado | 1-4      |
| 08  | Madeline Juno       | "Like Lovers Do"          | Eliminado   | 5-8      |

#### Ronda 2

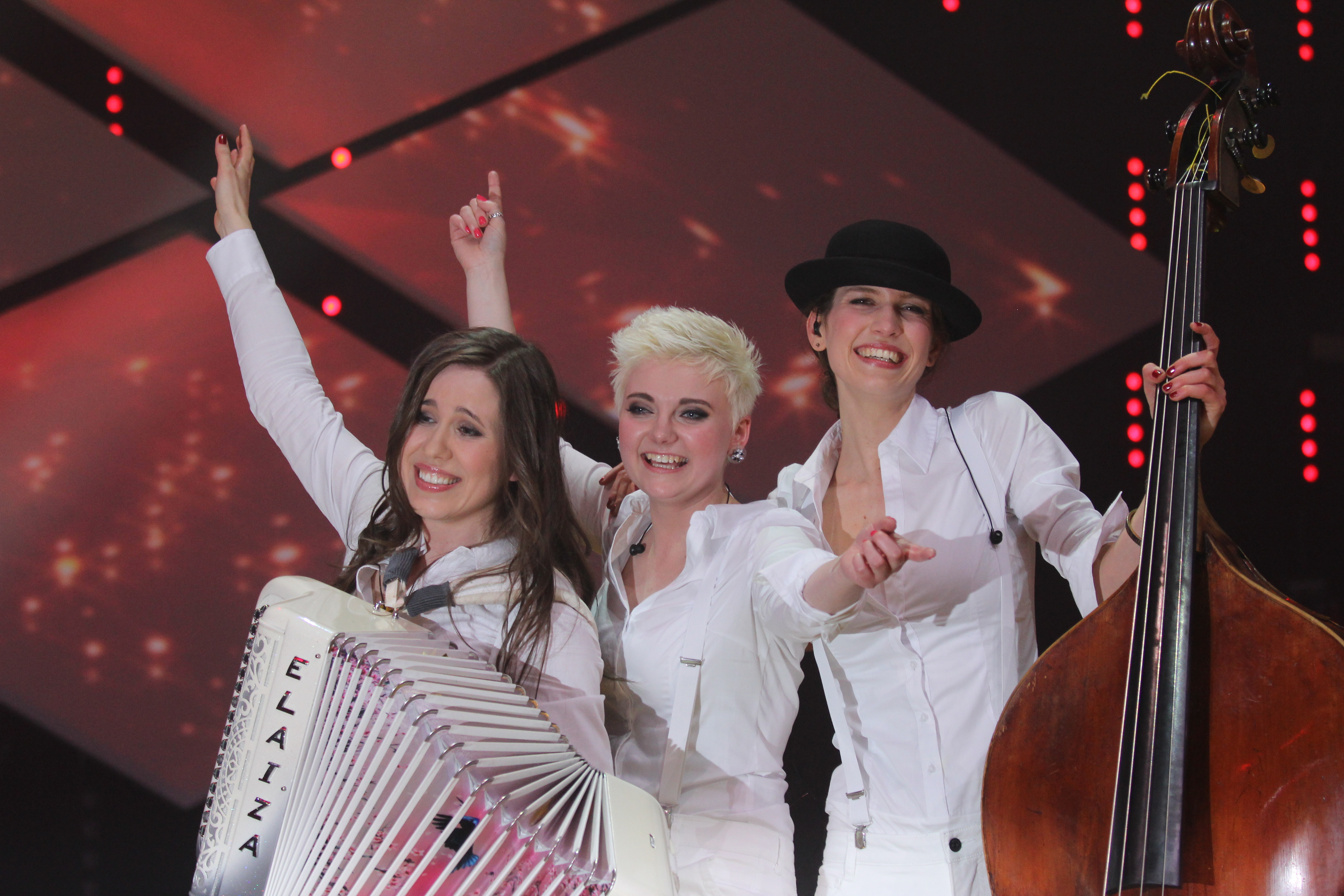
Elaiza, ganadores del Unser Song für Dänemark

| N.º | Artista    | Canción N.º 2                   | Televoto    | Posición |
| --- | ---------- | ------------------------------- | ----------- | -------- |
| 01  | Santiano   | "Wir werden niemals untergehen" | Eliminado   | 3-4      |
| 02  | MarieMarie | "Candy Jar"                     | Eliminado   | 3-4      |
| 03  | Elaiza     | "Fight Against Myself"          | Clasificado | 1-2      |
| 04  | Unheilig   | "Wir sind alle wie eins"        | Clasificado | 1-2      |

#### Ronda 3: Superfinal
| N.º | Artista  | Canción elegida          | Votos | Resultado | Posición |
| --- | -------- | ------------------------ | ----- | --------- | -------- |
| 01  | Elaiza   | "Is It Right"            | 55%   | Ganador   | 1        |
| 02  | Unheilig | "Wir sind alle wie eins" | 45%   | Finalista | 2        |

### En Eurovisión
Como miembro del denominado "Big Five", Alemania se clasifica automáticamente para la Final que se celebró el 10 de mayo de 2014, quedándose con la 18.ª posición con 39 puntos. Además de su participación en la final, votó en la segunda semifinal del 8 de mayo de 2014.